# 왼손을 위한 협주곡
《왼손을 위한 협주곡》은 1983년 11월 20일, 문학사상사에서 발행한 시인 김승희의 두 번째 시집이다.
죽은 사람은 하나의 不在(부재)가 아니라 무수한 遍在(편재)요 죽음은 추운 저승이 아니라 혼불들이 명멸하는 극광이라는 것-죽음과 태양과 삶과 광기가 부딪혀 폭발하는 장렬한 스파크-그것이 이 시집이 된다.— 김승희 시인, 자서(自序)

그녀의 슬픔과 가름할 수 없는 분노, 외로움과 하나로 엉긴 절규 그리고 갈증과 뒤엉킨 진통은 그녀의 존재양식 그 자체다. 그녀는 그렇게 살아가고 그렇게 시를 쓰는 것이다. 그런 경지가 그녀의 존재양식이란 데서 그녀의 고통이 다시 한번 더 필연이 된다. 그리하여 고통과 낯선 것, 아주 생소한 것이 공존하는 세계 그것이 그녀의 시가 된다.— 김열규, 해설

## 추가 문헌
- 김승희 (1979년). 《《태양미사》》.